# Mazdak
Mazdak (persan : مزدک, moyen persan : 𐭬𐭦𐭣𐭪, aussi Mazdak le Jeune ; mort en 524 ou 528) est un mobad (prêtre) zoroastrien, réformateur iranien, prophète et réformateur religieux qui gagna en influence sous le règne de l'empereur sassanide Kavadh I. Il prétendit être un prophète d'Ahura Mazda et mit en place des programmes de protection sociale.

## Mazdakisme
Mazdak est le principal représentant d'un enseignement religieux et philosophique appelé Mazdakisme, qu'il considère comme une version réformée et purifiée du zoroastrisme,, bien que son enseignement soit soutenu pour afficher des influences du manichéisme et de la République de Platon,. Quelques détails supplémentaires peuvent être déduits de la doctrine ultérieure des Khurramites, qui est considérée comme une continuation du mazdakisme,.

## Suiveurs
L'enseignement de Mazdak trouve de nombreux adeptes, au point que même le roi Kavadh I, régnant de 488 à 531, se convertit au mazdakisme. Il aurait également parrainé son adoption par le royaume vassal arabe d'al-Hirah, entraînant la destitution de l'ancien roi al-Mundhir par le chef Kindite al-Harith,.
Avec le soutien du roi, Mazdak peut se lancer dans un programme de réforme sociale, qui implique le pacifisme, l'anticléricalisme et des programmes d'aide pour aider les pauvres. Mazdak fait ouvrir des entrepôts gouvernementaux pour aider les pauvres. Il ferme tous les temples du feu zoroastriens à l'exception des trois principaux.

## Opposition et purge des adhérents de Mazdak
La peur parmi la noblesse et le clergé zoroastrien devient si forte que le roi Kavadh est renversé en 496, mais il réussit à regagner le trône trois ans plus tard avec l'aide de l'empire hephtalite. Effrayé par la résistance des puissants, il choisit de prendre ses distances avec Mazdak. Il permet à Khorso Ier de lancer une campagne contre les Mazdakites en 524 ou 528, aboutissant au massacre de la plupart des adhérents - y compris Mazdak lui-même - et rétablissant le zoroastrisme orthodoxe comme religion d'État. Divers récits fictifs précisent le mode d'exécution.

## Tradition juive
La tradition juive raconte une histoire légèrement différente. L'exilarque de Babylone, Mar-Zutra II, rallie la communauté juive et ses alliés, qui vainquent Mazdak et établissent un royaume juif indépendant à Mahoza qui dure sept ans (495-502).

## Historicité
L'historicité de la personnalité de Mazdak est remise en question. Il est peut-être un mythe fabriqué pour enlever le blâme de Kavad. Les historiens contemporains, y compris Procope et Josué le Stylite ne font aucune mention de Mazdak nommant Kavad comme la figure derrière le mouvement. La mention de Mazdak n'émerge que dans les documents zoroastriens du moyen persan postérieurs, à savoir le Bundahishn, le Denkard et le Zand-i Wahman yasn. Des sources de l'ère islamique ultérieures, en particulier le travail d'al-Tabari, mentionnent également Mazdak. Ces écrits ultérieurs sont peut-être corrompus par le folklore oral iranien, étant donné que le blâme mis sur Mazdak pour la redistribution des propriétés aristocratiques au peuple, est un sujet répété dans l'histoire orale iranienne.

## Héritage
Quelques Mazdakites s'installent dans des régions éloignées. Leurs doctrines se sont probablement mêlées aux courants radicaux de l'islam chiite, les influençant et donnant naissance plus tard à de puissants mouvements révolutionnaires-religieux dans la région. Le culte d'al-Muqanna, qui prétend être l'incarnation de Dieu et a des adeptes parmi les Mubaiyyidah du zoroastrisme et même certains Turcs, confirme les lois et les institutions de Mazdak. Au IXe siècle, les Khurramites mènent une révolte sous la direction de Babak Khorramdin contre le califat abbasside et défendent avec succès de vastes territoires contre les forces califales pendant une vingtaine d'années. Les Batiniyya, les Qarmates et d'autres courants révolutionnaires ultérieurs de l'islam peuvent également être liés au mazdékisme et y sont souvent assimilés par des auteurs contemporains.
Le savant turc Abdülbâkî Gölpınarlı voit même les Qizilbash du XVIe siècle comme des descendants spirituels des Mazdakites.
L'auteur du Dabestan-e Mazaheb prétend avoir rencontré des adhérents du mazdakisme qui pratiquaient leur religion secrètement parmi les musulmans et ont conservé le Desnad, un livre en moyen persan contenant les enseignements de Mazdak,.
Le philosophe et poète Muhammad Iqbal qualifie Karl Marx de réincarnation moderne de la pensée Mazdakite. Iqbal consacre un chapitre sur Mazdak dans sa thèse de doctorat avec l'Université de Munich sur le développement de la métaphysique en Perse.